# Martín Pérez de Siones
Martín Pérez de Siones (primera mitad del siglo XII – en torno a 1200). Tercer Maestre de la Orden de Calatrava.
Se desconocen los antecedentes familiares de este noble castellano aunque pudiera proceder de la región burgalesa. 
La orden tenía como misión defender las tierras meridionales castellanas de los ataques musulmanes prestando así un gran servicio a la monarquía mayormente durante la minoría de edad de Alfonso VIII (1158-1169) y regencias de Manrique Pérez de Lara y de Nuño Pérez de Lara, ambiente en el que crecieron los hermanos Martín y Gonzalo Pérez de Siones. La orden se dedicó a sus cometidos militares y a incrementar su patrimonio. El segundo maestre, Fernando Escaza, hizo uso del castillo y las minas de mercurio de la localidad de Chillón, a medias con el conde Nuño. 
Con Martín Pérez de Siones de maestre (1172-1182) Alfonso VIII concedió a la orden todos aquellos castillos conquistados a los musulmanes, además de propiedades por toda Castilla, la exención de ciertos impuestos y el cobro del portazgo en Calatrava. Obtuvieron los freires los castillos y villas de Alcubilla, Almoguera, Aceca, Cogolludo, Mocejón, Malagón y Zorita, así como propiedades en Cuenca, Hita, Ocaña, Talavera, Albaladejo, Cañete y Toledo, por merced regia y por iniciativa nobiliaria. La Orden obtuvo propiedades también en los reinos de León y Aragón, cual es el caso de Alcañiz, plaza donada por Alfonso II de Aragón en 1179. A cambio, el maestre calatravo defendería los castillos y organizaría expediciones de castigo en tierras musulmanas. Pérez de Siones se mostró muy riguroso en su actuación como cuando mandó ejecutar a doscientos cautivos, lo que enojó a algunos de sus freires.
En 1182 fue relevado por Nuño Pérez de Quiñones. Los sucesos posteriores revalorizaron su predicamento en el seno de la Orden. La derrota cristiana en la batalla de Alarcos (1195) supuso un desastre para los castellanos y particularmente para los freires calatravos, que perdieron varias fortalezas, entre ellas el mismísimo castillo insignia de la orden, el de Calatrava (Calatrava la Vieja). Tras el desastre, Martín Pérez de Siones recuperó el cargo de maestre (sobre 1197). En seguida tomó Salvatierra, que se convirtió en la sede temporal de la Orden. A mediados de 1200 fue sustituido definitivamente sin que haya constancia documental de lo ocurrido desde entonces con Martín Pérez de Siones.

## Refrenecias
1. ↑  Maestres de la Orden de Calatrava
2. ↑  La Orden de Calatrava (2). Lucha por el poder